# Elezioni parlamentari in Kosovo del 2019
Le elezioni parlamentari in Kosovo del 2019 si tennero il 6 ottobre. In seguito all'esito elettorale, Albin Kurti, espressione di Vetëvendosje!, fu nominato primo ministro, nell'ambito di un governo di coalizione con la Lega Democratica del Kosovo.

## Contesto

### Quadro politico
Il 19 luglio 2019 il primo ministro Ramush Haradinaj si dimise dopo essere stato convocato per un interrogatorio dal Tribunale Speciale per il Kosovo a l'Aia.
La prassi costituzionale richiedeva che il Presidente designasse un nuovo candidato per formare un nuovo governo o che tenesse nuove elezioni tra 30 e 45 giorni dopo aver consultato i partiti politici o le coalizioni che detenevano la maggioranza nell'Assemblea.
Il 2 agosto 2019, il presidente Hashim Thaçi chiese alla coalizione PANA, di proporre un nuovo candidato per formare un governo di coalizione.  Tuttavia, altri partiti politici si sono opposero.
Il 5 agosto 2019, l'Assemblea del Kosovo decise di tenere una sessione straordinaria il 22 agosto, programmando di sciogliersi in modo da poter programmare le elezioni.  Successivamente, il 22 agosto 2019, i parlamentari votarono per lo scioglimento anticipato del parlamento, con 89 voti favorevoli su 120, rendendo necessarie elezioni entro 30-45 giorni.

### Sistema elettorale
I 120 membri dell'Assemblea del Kosovo sono eletti con sistema proporzionale a lista aperta, con 20 seggi riservati alle minoranze nazionali. È prevista una soglia elettorale del 5% per i partiti non minoritari. Per formare un governo, un partito o una coalizione deve avere una maggioranza di 61 parlamentari su 120 seggi nell'Assemblea del Kosovo. 

## Risultati
| Liste                                   | Voti    | %     | Seggi |
| --------------------------------------- | ------- | ----- | ----- |
| Vetëvendosje!                           | 221 001 | 26,27 | 29    |
| Lega Democratica del Kosovo             | 206 516 | 24,55 | 28    |
| Partito Democratico del Kosovo          | 178 637 | 21,23 | 24    |
| 100% Kosovo (AAK - PSD)                 | 96 872  | 11,51 | 13    |
| Lista Serba                             | 53 861  | 6,40  | 10    |
| NISMA - AKR - PD                        | 42 083  | 5,00  | 6     |
| Coalizione Vakat (DSB - DSV - BSK)      | 7 075   | 0,84  | 2     |
| Partito Democratico Turco del Kosovo    | 6 788   | 0,81  | 2     |
| Partito Liberale Egiziano               | 4 887   | 0,58  | 1     |
| Nuovo Partito Democratico               | 3 935   | 0,47  | 1     |
| Partito Ashkali per l'Integrazione      | 3 113   | 0,37  | 1     |
| Fjala                                   | 2 852   | 0,34  | –     |
| Partito Democratico Ashkali del Kosovo  | 1 963   | 0,23  | –     |
| Partito Liberale Indipendente           | 1 859   | 0,22  | –     |
| Nuova Iniziativa Democratica del Kosovo | 1 755   | 0,21  | 1     |
| Altri <0,20%                            | 8 078   | 0,96  | 2     |
| Totale                                  | 841 275 | 100   | 120   |